# Ferdinando Amiconi
Ferdinando Amiconi (Avezzano, 24 luglio 1910 – 8 dicembre 1987) è stato un politico italiano.